# Ramos (Familienname)
Ramos ist ein spanisch- oder portugiesischsprachiger Familienname.

## Namensträger

### A
- Adjakson Ramos (* 2002), são-toméischer Fußballspieler
- Adonis Ramos (* 1985), kubanischer Fußballspieler
- Adrián Ramos (* 1986), kolumbianischer Fußballspieler
- Adriana Samuel Ramos (* 1966), brasilianische Beachvolleyballspielerin
- Agostinho Alves Ramos († 1853), portugiesisch-brasilianischer Politiker
- Agustín Aguirre y Ramos (1867–1942), mexikanischer Geistlicher, Bischof von Sinaloa
- Albert Ramos Viñolas (* 1988), spanischer Tennisspieler
- Alberto Ramos (Polospieler) (Alberto Ramos Sesma; 1907–1967), mexikanischer Polospieler
- Alberto Ramos (Politiker), peruanischer Politiker
- Alberto Gaudêncio Ramos (1915–1991), brasilianischer Geistlicher, Erzbischof von Belém do Pará
- Alejandra Ramos (* 1958), chilenische Mittelstreckenläuferin
- Alexandre Ramos Samuel (* 1970), brasilianischer Volleyball- und Beachvolleyballspieler
- Alfonso Reyes Ramos (1913–1969), mexikanischer Geistlicher, Bischof von Ciudad Valles
- Alfredo Ramos (Fußballspieler, 1906) (1906–??), portugiesischer Fußballspieler
- Alfredo Ramos (Fußballspieler, 1924) (1924–2012), brasilianischer Fußballspieler und -trainer
- Alfredo Ramos (Politiker), venezolanischer Politiker
- Alfredo Ramos Martínez (1871–1946), mexikanischer Maler
- Álvaro Ramos (Politiker) (* 1950), uruguayischer Politiker
- Álvaro Ramos (Fußballspieler) (* 1992), chilenischer Fußballspieler
- Américo Ramos (* 1957), são-toméischer Politiker
- Amilcar Ramos, são-toméischer Fußballspieler
- Ana Patrícia Silva Ramos (* 1997), brasilianische Beachvolleyballspielerin
- Andreu Ramos (* 1989), spanischer Fußballspieler
- Andy Ramos (* 1991), kubanischer Fußballspieler
- Ángel Ramos, mexikanischer Fußballspieler
- Anthony Ramos Martinez (* 1991), US-amerikanischer Schauspieler, Sänger und Songwriter
- António Manuel Moiteiro Ramos (* 1956), portugiesischer Priester, Weihbischof in Braga
- Arthur Ramos (1903–1949), brasilianischer Ethnologe, Anthropologe und Sozialpsychologe
- Augusto Ramos Soares (* 1986), osttimoresischer Marathonläufer

### B
- Bartolomé Ramos de Pareja (um 1440 – nach 1491), spanischer Musiktheoretiker
- Benito Ramos (* 1918), mexikanischer Fechter
- Beverly Ramos (* 1987), puerto-ricanische Leichtathletin
- Bull Ramos (Apache Ramos; 1937–2006), US-amerikanischer Wrestler

### C
- Carlos Ramos (Carlos Augusto da Silva Ramos; 1907–1969), portugiesischer Sänger und Gitarrist
- Carlos Ramos (Fußballspieler) (Carlos Humberto Ramos Rivera, * 1958), chilenischer Fußballspieler
- Carlos Ramos Rivas (*  1959), venezolanischer Politiker
- Cássio Ramos (* 1987), brasilianischer Fußballspieler
- César Ramos (* 1989), brasilianischer Rennfahrer
- César Arturo Ramos (* 1983), mexikanischer Fußballschiedsrichter
- Chico Ramos (Francisco Augusto Neto Ramos; * 1995), portugiesischer Fußballspieler
- Christian Ramos (* 1988), peruanischer Fußballspieler
- Claudiney Ramos (1980–2013), äquatorialguineisch-brasilianischer Fußballspieler
- Cláudio Ramos (Moderator) (* 1973), portugiesischer Moderator und Schauspieler
- Cláudio Ramos (Fußballspieler) (* 1991), portugiesischer Fußballtorwart
- Consuelo González Ramos (1877–1956), spanische Journalistin, Krankenschwester und Feministin

### D
- Darío Ramos (Darío Ramos Morales, * 1996), kubanischer Fußballspieler
- Diego Ramos (* 1972), argentinischer Schauspieler
- Domingos Ramos (1935–1966), guinea-bissauischer Widerstandskämpfer

### E
- Edgar Ramos (* 1979), kolumbianischer Fußballspieler
- Edu Ramos (* 1992), spanischer Fußballspieler
- Eduardo Ramos (Musiker) (* 1946), kubanischer Musiker
- Eduardo Ramos (Fußballspieler) (* 1949), mexikanischer Fußballspieler
- Eduardo Ramos-Izquierdo (* 1951), mexikanischer Dichter, Schriftsteller und Akademiker
- Eduardo Pires Ramos (1854–1923), brasilianischer Schriftsteller und Politiker
- Efrén Ramos Salazar (1939–2005), mexikanischer Geistlicher, Bischof von Chilpancingo-Chilapa
- Eliana Ramos (1988–2007), uruguayisches Model
- Élodie Ramos (* 1983), französische Fußballspielerin
- Emilio Ramos (* 1935), spanischer Bogenschütze
- Eric Ramos (* 1987), paraguayischer Fußballspieler
- Eusebio Ramos Morales (* 1952), puerto-ricanischer Priester, Bischof von Fajardo-Humacao
- Everton Ramos da Silva (* 1983), brasilianischer Fußballspieler, siehe Everton (Fußballspieler, 1983)

### F
- Fabio Ramos (* 1980), paraguayischer Fußballspieler
- Fabiola Ramos (* 1977), Tischtennisspielerin aus Venezuela
- Federico Ramos (* 1991), uruguayischer Fußballspieler
- Felipe Ramos (Schiedsrichter) (* 1963), mexikanischer Fußballschiedsrichter
- Felipe Ramos (Pokerspieler) (* 1983), brasilianischer Pokerspieler
- Ferran Marín i Ramos (* 1974), spanischer Herausgeber und Autor
- Fidel Ramos (1928–2022), philippinischer Politiker, Präsident 1992 bis 1998
- Filipe Ramos (* 1970), portugiesischer Fußballspieler und -trainer
- Florencio Ramos (* 1977), mexikanischer Radrennfahrer
- Francisco González Ramos (* 1958), mexikanischer Geistlicher, Bischof von Izcalli
- Francisco Javier Chavolla Ramos (* 1946), mexikanischer Geistlicher, Erzbischof von Toluca
- Francisco José Arcángel Ramos (* 1977), spanischer Flamencosänger, siehe Arcángel (Flamencosänger)

### G
- Gary Ramos (* 1978), panamaischer Fußballspieler
- Gonçalo Ramos (* 2001), portugiesischer Fußballspieler
- Gonzalo Ramos (* 1991), uruguayischer Fußballspieler
- Graciliano Ramos (1892–1953), brasilianischer Schriftsteller
- Guilherme Ramos (* 1997), portugiesischer Fußballspieler
- Guy Ramos (* 1985), kapverdischer Fußballspieler

### H
- Héctor Omar Ramos (Héctor Omar Ramos Delgado; * 1936), uruguayischer Fußballspieler
- Héctor Omar Ramos Lebron (* 1990), puerto-ricanischer Fußballspieler
- Héldon Ramos (* 1988), kapverdischer Fußballspieler
- Henry Ramos Allup (* 1943), venezolanischer Politiker
- Hernando da Silva Ramos (* 1925), französisch-brasilianischer Automobilrennfahrer
- Hipólito Ramos (* 1956), kubanischer Boxer
- Humberto Ramos (* 1970), mexikanischer Comiczeichner

### I
- Iñaki Ramos (* 2005), argentinischer Volleyballspieler

### J
- Jesús Ramos (Boxer, I), kubanischer Boxer
- Jesús Ramos (Leichtathlet, I), venezolanischer Kugelstoßer
- Jesús Ramos (Schauspieler), Schauspieler, Regisseur und Drehbuchautor
- Jesús Ramos (Leichtathlet, 1996) (* 1996), spanischer Langstreckenläufer
- Jesus Ramos (Boxer, 2001) (* 2001), US-amerikanischer Boxer
- Jesús Ramos Huete (* 1957), spanischer Filmemacher
- Joana Ramos (* 1982), portugiesische Judoka
- João Natailton Ramos dos Santos (* 1988), brasilianischer Fußballspieler, siehe Joãozinho (Fußballspieler, 1988)
- Joel Sánchez Ramos (* 1974), mexikanischer Fußballspieler
- Jony Ramos (* 1986), são-toméischer Fußballspieler
- Jorge Franco Ramos (* 1962), kolumbianischer Schriftsteller
- Jorge Leitão Ramos (* 1952), portugiesischer Filmkritiker und Filmhistoriker
- Jorge Ramos Tello († 2021), mexikanischer Fußballspieler
- José Ramos (Fußballspieler) (1918–1969), argentinischer Fußballspieler und -trainer
- José Ramos (Ringer), kubanischer Ringer
- José Ramos (Leichtathlet) (* 1968), portugiesischer Langstreckenläufer
- José Ramos (Boxer), kubanischer Boxer
- José Ramos Delgado (1935–2010), argentinischer Fußballspieler
- José Ramos-Horta (* 1949), osttimoresischer Politiker, Präsident 2007 bis 2012
- José Ramos Preto (1871–1949), portugiesischer Jurist und Politiker
- José Antonio Ramos (1969–2008), spanischer Musiker
- José Antonio Ramos Sucre (1890–1930), venezolanischer Lyriker und Diplomat
- José Júlio da Silva Ramos (1853–1930), brasilianischer Schriftsteller
- José María Ramos Mejía (1842/1852–1914), argentinischer Historiker, Soziologe, Psychiater und Politiker (PAN)
- José Ortiz Ramos (1911–2009), mexikanischer Kameramann
- Joshua Ramos (* 2000), Fußballspieler von den Amerikanischen Jungferninseln
- Juan Ramos (* 1996), uruguayischer Fußballspieler
- Juan de Dios Ramos Morejón (1935–2016), kubanischer Tänzer, Perkussionist und Choreograf
- Juande Ramos (* 1954), spanischer Fußballtrainer
- Júlio Ramos (Maler) (Júlio Gonzaga Ramos; 1868–1945), portugiesischer Maler, Schriftsteller und Hochschullehrer
- Julio Ramos (Journalist) (Julio A. Ramos; 1935–2006), argentinischer Journalist
- Julio Ramos (Fußballspieler, 1983) (* 1983), são-toméischer Fußballspieler
- Julio Ramos (Fußballspieler, 1990) (Julio Enríque Ramos Pichardo; * 1990), kubanischer Fußballtorhüter

### K
- Kid Ramos (* 1959), US-amerikanischer Bluesrock-Gitarrist
- Kleber Ramos (* 1985), brasilianischer Radrennfahrer

### L
- Laura Alexandra Ramos, ehemalige US-amerikanische Schauspielerin
- Leandro Ramos (* 2000), portugiesischer Speerwerfer
- Leonardo Ramos (* 1969), uruguayischer Fußballspieler
- Likar Ramos Concha (* 1985), kolumbianischer Boxer
- Luis Ramos (Fußballspieler, 1939) (1939–2021), uruguayischer Fußballspieler
- Luis Ramos (Baseballspieler) (Luis F. Ramos Torres; * 1962), puerto-ricanischer Baseballspieler
- Luis Ramos (Fußballspieler, 1966) (* 1966), venezolanischer Fußballspieler
- Luis Ramos Colon (* 1985), honduranischer Fußballspieler
- Luis Alberto Ramos (* 1953), argentinischer Fußballspieler
- Luis Fernando Ramos Pérez (* 1959), chilenischer Geistlicher, Erzbischof von Puerto Montt
- Luis Gregorio Ramos (* 1953), spanischer Kanute
- Luis Rosendo Ramos Maldonado (* 1957), mexikanischer Radrennfahrer
- Luisel Ramos (um 1984–2006), uruguayisches Model

### M
- Mando Ramos (1948–2008), US-amerikanischer Boxer
- Manuel Ramos (* 2002), Skirennläufer
- Manuel Ramos Martínez (* 1947), chilenischer Schriftsteller, Dichter und Maler
- Marcelo Ramos (* 1973), brasilianischer Fußballspieler
- Marco Ramos (* 1983), portugiesischer Fußballspieler
- Maria Ramos (* 1959), portugiesische Managerin
- María del Carmen González Ramos (1834–1899), spanische Ordensgründerin
- Mariano Padilla y Ramos (1842–1906), spanischer Opernsänger (Bariton)
- Marin Ramos (* 1988), mexikanischer Eishockeyspieler
- Mario Ramos (Autor) (1958–2012), belgischer Kinderbuchautor und Illustrator
- Mario Ramos (Schauspieler) (* 1973), spanischer Schauspieler
- Mario Ramos (Baseballspieler) (* 1977), US-amerikanischer Baseballspieler
- Marvin J. Ramos (* 1998), deutscher Rapper, Songwriter und Schauspieler
- Mauricio Ramos (Fußballspieler, 1969) (* 1969), bolivianischer Fußballspieler
- Maurício Ramos (* 1985), brasilianischer Fußballspieler
- Mauro Ramos (1930–2002), brasilianischer Fußballspieler
- Maximo Ramos († 1932), Botaniker
- Mel Ramos (1935–2018), US-amerikanischer Maler
- Melba Ramos, US-amerikanische Sängerin (Sopran)
- Miguel Ramos (* 1971), portugiesischer Automobilrennfahrer
- Murilo Sebastião Ramos Krieger (* 1943), brasilianischer Geistlicher, Erzbischof von São Salvador da Bahia

### N
- Natalie Hof Ramos (* 1986), deutsche Fernsehmoderatorin und Pokerspielerin
- Nathalia Ramos (* 1992), US-amerikanische Darstellerin
- Nereu Ramos (1888–1958), brasilianischer Politiker

### O
- Olga Ramos (1918–2005), spanische Chansonsängerin
- Olga Ramos Pericet (* 1975), spanische Tänzerin
- Oscar Ramos Fernández, uruguayischer Diplomat

### P
- Pablo Ramos (* 1966), argentinischer Schriftsteller und Musiker
- Pepito Ramos (* 1951), spanischer Fußballspieler
- Pericles de Oliveira Ramos (* 1975), brasilianischer Fußballspieler
- Philippe Ramos (* 1964), französischer Regisseur und Drehbuchautor

### Q
- Quique Ramos (* 1956), spanischer Fußballspieler

### R
- Rafael Ramos (Radsportler) (1911–1985), spanisch-französischer Radrennfahrer
- Rafael Ramos (Boxer) (* 1965), puerto-ricanischer Boxer
- Rafael Ramos (Fußballspieler) (* 1995), portugiesischer Fußballspieler
- Ramón da Silva Ramos (* 1950), brasilianischer Fußballspieler
- René Ramos (* 1976), salvadorianischer Fußballspieler
- Rhian Ramos (* 1990), philippinische Schauspielerin
- Ricardo Márquez Ramos (* 1956), mexikanischer Fußballspieler
- Rico Ramos (* 1987), US-amerikanischer Boxer
- Robert Ramos (* 1992), spanischer Fußballspieler
- Rodrigo Ramos (Fußballspieler, 1979) (Rodrigo Ramos Massensini; * 1979), brasilianischer Fußballtorhüter
- Rodrigo Ramos (Fußballspieler, 1995) (Rodrigo de Oliveira Ramos; * 1995), brasilianischer Fußballspieler
- Rodrigo Lacerda Ramos (* 1980), brasilianischer Fußballspieler
- Romy Ramos da Graca (* 1985), kapverdischer Fußballspieler
- Roque Fernandes dos Ramos (* 1998), são-toméischer Kanute
- Ruy Ramos (* 1957), japanischer Fußballspieler

### S
- Sarah Ramos (* 1991), US-amerikanische Schauspielerin
- Saulo Ramos (1929–2013), brasilianischer Politiker
- Sergio Ramos (* 1986), spanischer Fußballspieler
- Sugar Ramos (1941–2017), kubanischer Boxer

### T
- Tab Ramos (* 1966), US-amerikanischer Fußballspieler
- Telésforo Ramos (1955–2010), peruanischer Politiker
- Thomas Ramos (* 1995), französischer Rugby-Union-Spieler
- Toninho Ramos (1942–2023), brasilianischer Gitarrist
- Tyronne Gustavo del Pino Ramos (* 1991), spanischer Fußballspieler

### U
- Ulises Ramos (1919–2002), chilenischer Fußballspieler und -trainer
- Uña Ramos (1933–2014), argentinischer Musiker und Flötist

### V
- Venancio Ramos (* 1959), uruguayischer Fußballspieler
- Vicente Ramos (* 1985), osttimoresischer Fußballspieler
- Victor Ramos (Boxer) (* 1970), osttimoresischer Boxer
- Victor Ramos Ferreira (* 1989), brasilianischer Fußballspieler
- Victor Hugo Ramos (* 1958), argentinischer Fußballspieler
- Víctor Rogelio Ramos (* 1958), argentinischer Fußballspieler
- Vitor Ramos (* 1966), portugiesisch-deutscher bildender Künstler

### W
- Wendel da Silva Ramos (* 2001), brasilianischer Fußballspieler, siehe Wendel (Fußballspieler, 2001)
- Will Ramos (* 1994), US-amerikanischer Metal-Sänger
- Wilson Ramos (* 1987), venezolanischer Baseballspieler
- Wilson Leal dos Ramos (* 1983), são-toméischer Fußballspieler

### Z
- Zion Ramos (* 2003), belizischer Fußballspieler